# Aleksandar VIII.
Aleksandar VIII., lat. Alexander PP. VIII. (Venecija, 22. travnja 1610. – Rim, 1. veljače 1691.), rođen kao Pietro Ottoboni, 241. poglavar Katoličke Crkve, papa od 6. listopada 1689. do smrti 1691. godine.

## Raniji život
Pietro Ottoboni rodio se 22. travnja 1610. godine u Veneciji, u plemićkoj obitelji. Bio je najmlađi od devetero djece Marca Ottobonija, patricija i kancelara Mletačke Republike i Vittorie rođene Tornielli. Obitelj je pripadala klasi građana, ili gornjoj srednjoj klasi, tradicionalno zaposlena u venecijanskom birokratskom sustavu.  Pietro je studirao pravo na Sveučilištu u Padovi. Kao talentirani student, diplomirao je u dobi od 17 godina kanonsko i građansko pravo. Godine 1630. preselio se u Rim, gdje je u Kuriji obnašao odgovorne dužnosti. Tijekom pontifikata Urbana VIII. (1623. – 1644.) radio je pri Vrhovnom sudu Apostolske signature za pravdu i milost. U narednim godinama obnašao je dužnost guvernera u Ternu (1638.), Rietu (1640.) i Spoletu (1641.)  Od 1642. godine Ottoboni je sudac pri sudu Sacra Rota. Kada je točno zarađen za svećenika nema pouzdanih izvora. Na zahtjev Mletačke Republike papa Inocent X. 19. veljače 1652. imenuje ga kardinalom, a 1654. biskupom Brescie. U Bresci je proveo puno desetljeće do ostavke na položaj biskupa 1664. godine. Za pontifikata pape Klementa IX. obnaša službu upravitelja papinske komore za molbe i žalbe. Kada papom postaje Inocent XI. Ottoboni djeluje kao njegov odani suradnik. Obnaša dužnosti velikog rimskog inkvizitora i državnog tajnika, te vice dekana kardinalskog zbora. Sudjelovao je na čak pet konklava. Na posljednjoj konklavi 1689. godine izabran je za papu.

## Izbor za papu i pontifikat
Unatoč protivljenju francuskog kralja Luja XIV. njegovoj kandidaturi, Ottoboni je izabran za papu, zahvaljujući kardinalu Flaviju Chigiju (1631. – 1693.), nećaku pape Aleksandra VII., koji je pomogao u potpori njegovoj kandidaturi. Zahvaljujući njemu, kardinal Ottoboni uzima ime Aleksandar VIII. Iako već u osamdesetoj godini, Papa je pokazao veliku radnu sposobnost. Na žalost, od početka pontifikata Aleksandar VIII. svima pokazuje svoj veliki nepotizam. Samo mjesec dana nakon što je postao papa za kardinala imenuje svog nećaka Pietra Ottobonija ml. (1667. – 1740.), a svoju obitelj opskrbljuje znatnim materijalnim dobrima i položajima. Poznata je njegova izreka: „Žurimo se, jer je već odzvonilo dvadeset treći sat!“, koja je aludirala na njegovu poodmaklu dob i brzo reagiranje u rješavanju poslova. Za svoga kratkog pontifikata uspio je uništiti sve što je bilo dobro od svoga prethodnika, kao i novac kojeg je Inocent XI. sačuvao u blagajni. Ipak, iz suosjećanja prema siromašnijima Papinske Države, nastojao im je pomoći smanjenjem poreza. No, i to je bilo samo iz razloga da umiri svoju savjest zbog silnog bogatstva kojeg je gomilao sebi i svojoj obitelji. U vanjskoj politici se razlikovao od svoga prethodnika popravljajući odnose Svete Stolice i Francuske. Zbog svojih interesa kralj Luj XIV. se nastojao približiti Papi, te mu vraća Avignon i obećava popustljivije stavove o religijama. Aleksandar je pak ostao pri ranijim stavovima, ne priznavajući biskupe koje je postavio Kralj. Čak je uoči smrti objavio konstituciju Inter multiplices kojom je osudio četiri članka galikanske Deklaracije donijete na Skupštini klera 1682. godine. S druge strane, Aleksandar VIII. je zanemario potrebe Habsburške Monarhije ukinuvši novčanu pomoć za borbu protiv Turaka. To se nije sviđalo caru Leopoldu I. kojeg je još više razljutio što Aleksandar nije imenovao niti jednog kardinala kojeg je on predlagao. Papa je svim sredstvima branio vjeru od raznih „novotarija“, te osuđuje postavke laksizma i naučavanje janseizma. Svojim sredstvima je otkupio veliku zbirku knjiga pokojne švedske kraljice Kristine, koja je pod zaštitom papa živjela u Rimu i darovao ju je Vatikanskoj knjižnici. Umro je u osamdesetprvoj godini 1. veljače 1691. godine. Sahranjen je u bazilici sv. Petra u velebnoj grobnici koju je naručio njegov nećak kardinal Pietro Ottoboni.